# Del Marmol
Del Marmol is een Belgische adellijke familie.

## Geschiedenis
In 1845 kreeg Ferdinand del Marmol (1760-1854) erkenning in de erfelijke adel en in 1848 de titel baron, overdraagbaar op alle mannelijke afstammelingen. Hij was een zoon van Théodore del Marmol (1722-1790), licentiaat in de rechten, schepen van Brussel, raadsheer bij de Raad van Brabant, en Elisabeth van de Veld (1735-1798). Hij trouwde in 1812 in Brussel met Marie-Louise Gaudin (1774-1856). Ze kregen drie zoons, die alle drie voor nageslacht zorgden, volgens drie lijnen hierna vermeld. Del Marmol was licentiaat in de rechten, griffier bij de Raad van Brabant, ordonnansofficier van koning Lodewijk Napoleon Bonaparte en edelman in dienst van koningin Hortense de Beauharnais, commandant van de Erewacht in het Noorderdepartement, later inspecteur generaal van Waters en Bossen en directeur van de Domeinen.

## Eerste lijn
- Ferdinand del Marmol (1797-1874), industrieel, agent van de Domeinen in Verviers, trouwde in 1831 in Ensival met Constance Pirard (1801-1880). Ze kregen drie zoons en een dochter.
  - William del Marmol (1833-1913), trouwde in 1860 in Verviers met Émilie Simonis (1830-1894), kleindochter van Iwan Simonis, en in tweede huwelijk in 1896 in Saint-Marc met Mathilde del Marmol (1836-1914). Hij kreeg twee zoons en een dochter uit zijn eerste huwelijk, met afstammelingen tot heden.
  - Constance del Marmol (1834-1915), trouwde in 1862 in Pepinster met Prosper Poswick (1834-1905), zoon van Prosper Poswick, gemeenteraadslid van Limbourg en burgemeester van Hodimont, en broer van Jules Poswick, gemeenteraadslid van Verviers, schepen van Nijvel en volksvertegenwoordiger. Ze kregen twee zoons en een dochter, met afstammelingen tot heden.
  - Josephdel Marmol (1835-1920), industrieel, trouwde in 1866 in Verviers met Emma Simonis (1844-1921), kleindochter van Iwan Simonis. Ze kregen zeven zoons en zes dochter, met afstammelingen tot heden.

## Tweede lijn
- Jules Auguste del Marmol (1804-1881), advocaat, trouwde in 1829 in Luik met Louise Destriveaux (1806-1889), dochter van Pierre Destriveaux, lid van het Nationaal Congres, volksvertegenwoordiger en hoogleraar aan en rector van de Universiteit van Luik. Ze kregen twee zoons en een dochter.
  - Charles del Marmol (1830-1906), trouwde in 1853 in Awans met Laurence Lamarche (1832-1893), nicht van Richard Lamarche. Ze kregen een zoon en vier dochters, maar zonder verdere afstammelingen.
  - Ferdinand del Marmol (1832-1912), ingenieur, trouwde in 1867 in Arbre met Aline de Montpellier (1833-1907), dochter van jhr. Alphonse de Montpellier, burgemeester van Vedrin en provincieraadslid van Namen. Ze kregen twee zoons en een dochter, met afstammelingen tot heden.
  - Mathilde del Marmol (1836-1914), trouwde in 1865 met Prosper del Marmol (1808-1890). Ze kregen een dochter en waren de schoonouders van baron Paul de Moffarts, provincieraadslid van Luxemburg en senator. Ze hertrouwde in 1896 in Saint-Marc met baron William del Marmol (1833-1913).

## Derde lijn
Gustave del Marmol (1818-1906), zonder afstammelingen.

## Vierde lijn
De drie zoons en de dochter van Jean del Marmol (1901-1971) en van zijn twee echtgenoten Marie-Louise Lippens (1904-1944) en Cécile de Brouwer (1919-1999) verkregen in 2009 adelserkenning met de titel baron voor alle afstammelingen. Met nageslacht tot heden.
Jean del Marmol was een afstammeling, langs een andere lijn, van Théodore del Marmol - van de Veld.